# 水沢みゆ
水沢 みゆ（みずさわ みゆ、1994年11月30日 - ）は、日本のAV女優。ディーバプロモーション所属。

## 略歴・人物
2014年1月にアダルトビデオメーカー・kawaii*の専属として大野藍子（おおの あいこ）名義で。AVデビュー。ただし、出演作は1本のみで終わる。同年10月頃から水沢みゆ名義で活動を再開。
2015年6月24日のTwitterで、突然ツイッターを止めると投稿。理由などには触れず、今後の活動についても明記していない。

## 作品

### アダルトDVD
2014年
- 新人! kawaii*専属デビュ→無類のクリ好き美少女☆（1月25日、kawaii*）※「大野藍子」名義

2015年
- DARK FEAR ORGASM 素人娘監禁恥獄（1月19日、Baby Entertainment）
- 修学旅行で女湯を覗いたらバレた! 修学旅行先の露天風呂で待望の覗きを決行した僕たち。いつもは制服しか見れないクラスメイトの裸に大興奮!しかし、覗きがバレて人生が終わったと思いきや、仕返しとばかりに女子たちに囲まれジロジロと勃起チ○ポを観察されてしまい…!（1月22日、Hunter） 他出演：小西まりえ、篠宮ゆり、成海うるみ、白咲ちえ、七海りこ、紗也いつか ほか
- 人間観察ドキュメント ネットで話題の個人レッスン出張サービス。を、行っている美人講師を強引にヤる。 vol.16（2月3日、プレステージ） 他出演：北川怜、桜リカ、千原小春、逢菜つみき
- 本格ミリタリー萌え革命AV 戦場のミリくぱぁ 980(くぱぁ)小隊 ムキ出しのオマ○コでオカズになって真面目な戦場を萌やせ!（2月5日、ROCKET） 共演：伊藤りな、槇原愛菜、白井まい
- 復讐代行屋 EP.1 「友達を売った少女の代償」（2月11日、MAD） 共演：浅倉あすか
- AV女優が素人イケメンと2人っきり、ハプニング盗撮シェアハウス（2月13日、MOODYZ）
- 生挿入生汁中出し願望の一般素人 2（2月13日、S級素人） 他出演：紺野ひかる、阿部乃みく、阪井文香、碧海はるみ
- 可愛い顔してデカ尻!!（2月15日、MARRION）
- 痴漢OK娘 VOL.13 眼鏡女子SP（2月19日、ナチュラルハイ） 他出演：椎名みゆ、前田さおり、桜咲ひな、さとう愛理
- 「DANDY鉄板ワザSPECIAL キスまで3cm 女子大生だらけの路線バスで吐息がかかるほど密着! さらに尻と股間にチ●ポを擦りつけ発情させてヤる」 VOL.1（2月19日、DANDY） 他出演：浅倉愛、広瀬りほ、みおり舞 ほか
- 影場所は試着室の真裏! マジックミラー越しの客の前で声我慢&羞恥SEX!（2月25日、kawaii*） 他出演：高山えみり、糸永まき、真希瀬るな
- 芋っ子女子校生泡吹き痙攣媚薬漬けSEX（3月1日、ワンズファクトリー）
- パンチラ見てたら勃起しちゃった男性客のチ●ポに興奮して、パンティを濡らしちゃったエステのお姉さん!（3月6日、OFFICE K'S） 他出演：大場ゆい、初美沙希
- 自由が丘で働くロリ社長（3月11日、ZeTToN）
- 素人娘 初めてのディルドオナニー Vol.9（3月20日、OFFICE K'S） 他出演：藤嶋唯、桃原茜、かのんこゆる ほか
- SEXを妄想しながら淫語オナニー（3月20日、虎堂） 他出演：香山美桜、阿部乃みく、加藤ツバキ、大場ゆい、初美沙希
- 挿入ごっこ みゆちゃん（4月2日、グローリークエスト）
- ピタッ!密着おうちDE真正中出し（4月3日、モブスターズ）
- 行列のできる有名店 真正ビアン泡姫のいるレズソープランド（4月7日、ビビアン）主演：神ユキ　共演：伊藤りな
- 隣に引っ越してきた美少女が僕を目線とチラリズムで誘惑!親には内緒で中出し懇願（4月10日、V&R PRODUCE）
- 超ガン見フェラ 2（4月17日、SEX Agent） 他出演：水野朝陽、さとう愛理、逢沢はるか、高山えみり、椎名茉友、鳴月らん、西野ななみ、水城唯
- うら若きニーハイ脚コキ（4月17日、SEX Agent） 他出演：川村まや、水野朝陽、井上瞳、星野ひびき、小川めるる、夕城芹、陽木かれん、高山えみり
- 学校に内緒で受精中出しバイト 潮吹き学生穂乃花ちゃん18歳（4月21日、メガハーツ）※「穂乃花」名義
- マジックミラー号に大学卒業式を終えたばかりの友達同士の男女が初乗車! Hなゲームでお互いのオナニーを見せ合ったら火が付いて“思い出SEX”までしてしまうのか!?（4月23日、SODクリエイト）※「ゆり」名義　他出演：のぞみ、なみ、さとみ
- 彼氏のキレイなチ●ポしか知らない清楚なウブっ娘が汗臭いオヤジチ●ポを知ったとたん狂ったようにチ●ポを求め、ハメたがる!（4月23日、アパッチ） 他出演：成海うるみ、七海りこ、紗也いつか、橘かえで、篠宮ゆり
- 彼女の妹に愛されすぎてこっそり子作り性活♡（4月25日、本中） 共演：有馬ひかり
- 無垢なコスプレイヤー中出し性教育（5月13日、無垢）※「美憂」名義
- わたし、「新任教師」。（5月13日、色眼鏡）
- フェラしながらオナニーしちゃう変態性欲女子（5月20日、SEX Agent） 他出演：水野朝陽、西条沙羅、双葉ゆな、鈴森汐那、逢沢はるか、三橋杏奈、堀口真希、鳴月らん、広瀬洋子
- 接客中に顔を紅潮させながら感じまくるバイト娘 11 5店舗全員中出し 2枚組SP 〜バッティングセンター、沖縄料理店、うどん屋、古着屋、ゲームセンター〜（5月21日、ナチュラルハイ） 他出演：倉多まお、白咲碧、川村まや、川菜美鈴
- 下校途中のロリ姉妹を2段式特殊エステベッドで同時凌辱! 上下段でお互い犯される姿が見えてしまい恥ずかしいけど声が出てしまう姉妹達!!（5月22日、SCOOP） 他出演：なつめ愛莉、なごみ、みづのみう、桜川かなこ、ましろあい
- マジっすか!?ズブしろ娘AV出演 ガチ本番!? SPECIAL Vol.2（5月22日、ONE DA FULL） 他出演：愛須心亜、羽生稀、二宮リナ、浅倉領花、北川怜、川菜美鈴
- ドM美少女の膣出しバイト 3人目（5月25日、豊彦）※「安達まほ」名義
- SEX中なのに他の事に夢中な彼女（6月4日、グローリークエスト） 他出演：紺野ひかる、橘優花、上原花恋、倉科紗央莉
- ショタ×ハーレム中出し モテ期の僕の孕ませ日記 今日は3P明日は5P!!モテモテのちびっこが無責任に手当たり次第に孕ませ中出し!!（6月6日、ROCKET） 共演：工藤美紗、横山夏希、青島かえで
- 口腔マニアックス 6 〜口の中が好き〜（6月18日、稀有） 他出演：星川麻紀、柏木胡桃、川村まや、黒瀬萌衣
- 巨尻大戦 尻相撲トーナメント 尻自慢8人による絶対負けられない女のケツバトル!!（6月18日、ROCKET） 共演：桜木郁、工藤美紗、夕城芹、横山夏希、宇野ゆかり、海野空詩、青島かえで
- 予備校に通う地味でマジメな女子校生をレイプしながら全身を媚薬漬けにしたら、こっちが引くほど痙攣・潮&泡吹き・失神しまくった（6月18日、サディスティックヴィレッジ） 他出演：ましろあい、黒瀬萌衣
- あばずれ番外地 愛なんていらない…最高の快楽をワタシにちょうだい。（7月1日、アイデアポケット）主演：美雪ありす　共演：横山みれい
- サディスティックヴィレッジ8周年記念 限定リリース作品 羞恥! イタズラ温泉 2015夏☆ 2枚組8時間! 新作撮り下ろし 8人全員セックス!! シリーズ最大のパワーアップイタズラ満載スペシャル!（7月23日、サディスティックヴィレッジ） 共演：水野朝陽、涼川絢音、大槻ひびき、蓮実クレア、桜木優希音、青山未来、紺野ひかる
- 淫行おねだりお嬢様（8月1日、S-Cute） 他出演：春原未来、小鳥遊はる、若月まりあ、大森玲菜
- 結婚直前の蜜月、毎晩旦那さんに愛されて最高感度になっている新妻ブライダルエステで油断したところに媚薬チ●ポを即ハメ! すぐに抵抗が弱まり、感じ始めたところでマシンバイブ挿入、潮を吹きまくって、中出しをすんなり受け入れる!（8月20日、サディスティックヴィレッジ） 他出演：水野朝陽、青山未来、涼川絢音、紺野ひかる
- 愛され過ぎて眠れなくなる 病(ヤ)ンデレ女子の濃厚フェラチオ（8月20日、サディスティックヴィレッジ） 他出演：森川涼花、水野朝陽、青山未来、水沢みゆ、花城あゆ、京野明日香
- 脱ぎたてパンティにくるんでもらう、ぬくもり手コキ 2 もっともマ○コに近かった存在がチ○コを優しく包み込む（9月18日、SEX Agent/妄想族）他出演：青山未来、葉山美空、なつめ愛莉、華原恵里奈、さちのうた、宇野ゆかり、翼みさき

2016年
- 清楚なお嬢様女子大生が変態中年男の肉便器変態奴隷に洗脳されてち○ぽをだらしなくじゅぼじゅぼしゃぶって、調教済み完堕ちマ○コにたっぷり生中出しされるお話。（2月13日、レインボー/妄想族）

## テレビ番組
- 魚拓と成瀬のツキとスッポンぽん #39,#40（2015年5月31日,6月7日、パチ・スロ サイトセブンTV）